# Hull (condado de Marathon, Wisconsin)
Hull es un pueblo ubicado en el condado de Marathon en el estado estadounidense de Wisconsin. En el Censo de 2010 tenía una población de 750 habitantes y una densidad poblacional de 8,9 personas por km².

## Geografía
Hull se encuentra ubicado en las coordenadas 44°53′42″N 90°14′54″O / 44.89500, -90.24833. Según la Oficina del Censo de los Estados Unidos, Hull tiene una superficie total de 84.3 km², de la cual 84.12 km² corresponden a tierra firme y (0.21%) 0.18 km² es agua.

## Demografía
Según el censo de 2010, había 750 personas residiendo en Hull. La densidad de población era de 8,9 hab./km². De los 750 habitantes, Hull estaba compuesto por el 96.53% blancos, el 0.27% eran afroamericanos, el 0.27% eran amerindios, el 1.73% eran asiáticos, el 0% eran isleños del Pacífico, el 0.67% eran de otras razas y el 0.53% pertenecían a dos o más razas. Del total de la población el 1.6% eran hispanos o latinos de cualquier raza.